# William Ogilby
Aquest autor és citat en taxonomia animal amb el nom «Ogilby».
William Ogilby va ser un jurista i naturalista irlandés que va néixer el 1808 i va morir el 1873.
Va estudiar al Trinity College de Cambridge i va treballar com a secretari honorari de la Societat Zoològica de Londres des del 1839 fins al 1846. Va descriure nombroses espècies a Europa i les colònies a la revista Magazine of Natural History. El seu fill era el zoòleg James Douglas Ogilby (1853–1925).